# Sikonge
Sikonge è una circoscrizione mista (mixed ward) della Tanzania situata nel distretto di Sikonge, regione di Tabora. Conta una popolazione di 17 140 abitanti (censimento 2012).